# 肥後細川家
肥後細川家（ひごほそかわけ）は、細川藤孝（幽斎）を祖とする一族で、織田氏・豊臣氏・徳川氏に仕えて大大名となり、江戸時代には肥後熊本藩54万石の藩主家となり、本家は維新後に華族の侯爵家に列し、支流が子爵家に3家、男爵家に3家列した。

## 中世
8代将軍足利義政が瑞渓周鳳に仕える喝食 の寿文房を寵愛し、淡路守護細川家の養子という形で細川政誠と名乗らせ御部屋衆に取り立てた。これは入名字といって将軍が側近などに足利一門の苗字を与えて序列を引き上げるもので、寿文房は六角氏や京極氏と同族の宇多源氏佐々木大原氏の子だった。入名字は将軍との個人的な関係に基づくもので一代で終わる場合もあったが、細川一族からの異論がありながらも、名字は子孫に受け継がれた。政誠は大内義興が上洛して足利義稙が将軍に復帰した時に出家して霊芳と名乗り、子とみられる細川高久が後を継いで足利義晴の時代に将軍の諮問に与る内談衆に任じられた。その後は高久の子の細川晴広が継いだことが知られている。この晴広が細川藤孝（幽斎）の養父であったとする見解が近年出され、研究者の間では有力になっている。
細川晴広の養子となった細川藤孝は、はじめ室町幕府第15代将軍足利義昭を支えたが、後に離反して織田信長に属したことから、幕臣の姓である細川を所領・山城国西岡の旧称にちなんで長岡に改めた。天正8年（1580年）、信長の命で明智光秀とともに丹後国に進攻、南部の加佐郡・与謝郡を領して宮津城を居城とした。

## 近世
近世には4家の大名家が出、細川幽斎の嫡流は熊本藩主家、分家からは宇土藩主家、谷田部藩主家、高瀬藩（熊本新田藩）主家が出た。4家とも廃藩置県まで存続し、維新後は華族に列する。

### 肥後細川家（豊前小倉藩、肥後熊本藩主家）

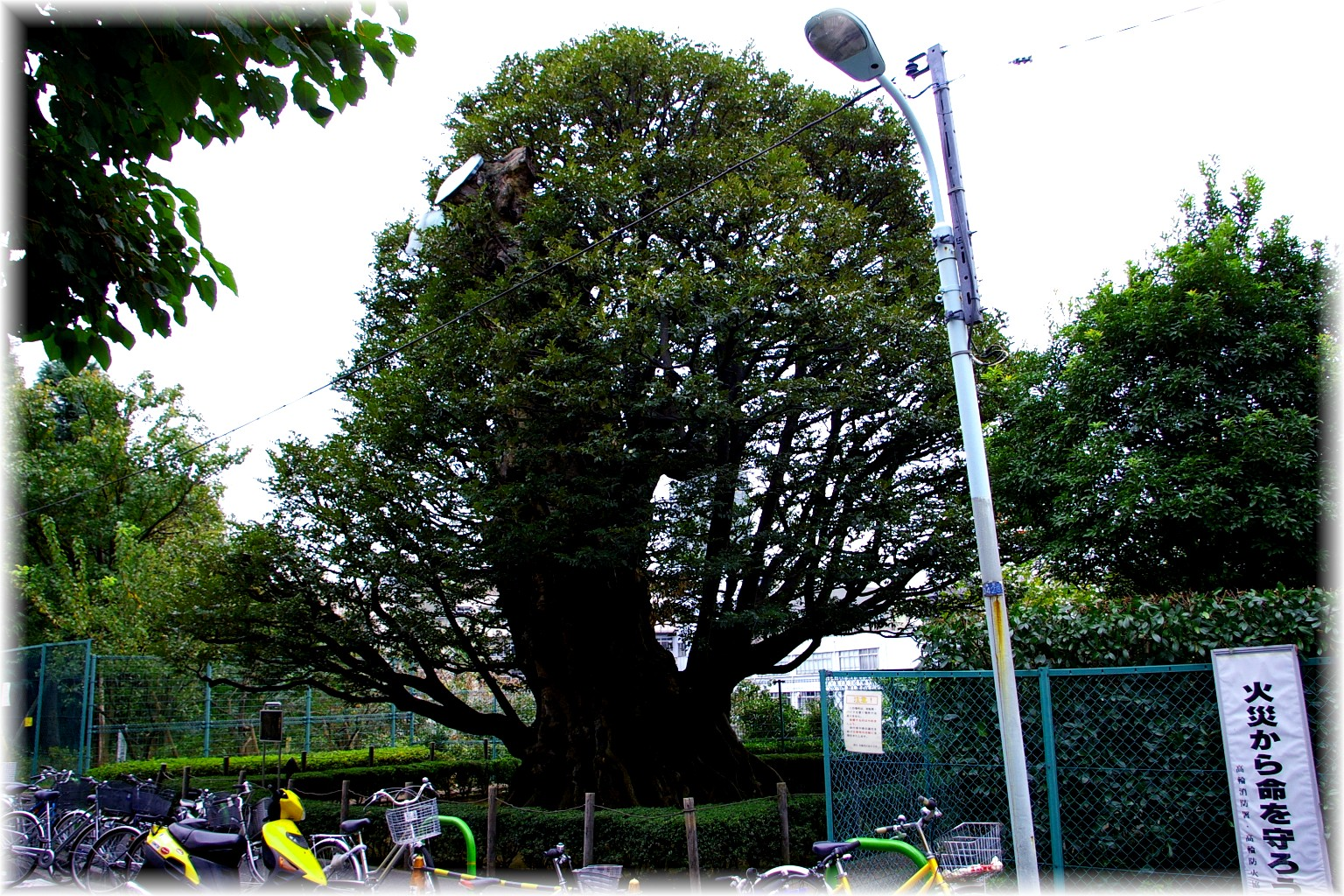
旧細川邸のシイ

藤孝の長男・忠興（三斎）は、細川奥州家（輝経）の養子となり、雑賀攻めで初陣し、信長の武将として実父とともに活躍。本能寺の変では喪に服し、妻・ガラシャの父である明智光秀に与しなかった。その後丹後北部の一色満信を滅ぼし、羽柴秀吉から丹後一国12万石の領有を認められ、羽柴姓を与えられた。藤孝は歌道の古今伝授の継承者、忠興は茶道の千利休の高弟として、文化面でも重きをなした。
慶長5年（1600年）、忠興は徳川家康の会津征伐に従軍、その間に大坂で石田三成が家康打倒の兵を挙げるとガラシャは人質になることを拒んで自害した。幽斎と三男の幸隆は丹後田辺城で西軍15,000の軍勢を相手に2か月に及ぶ籠城戦を戦い、忠興は関ヶ原の戦いにおいて東軍の部将として活躍した。戦後、忠興は功により豊前小倉藩39万9千石（豊後杵築6万石を含む）を得るとともに、姓を羽柴から細川に戻した。
寛永9年（1632年）、忠興の子・忠利の時代に肥後熊本藩54万石に加増・移封され、以降廃藩置県まで熊本藩主・藩知事家として続いた。藩主一門家として長岡内膳家と長岡刑部家があり、支藩としては宇土支藩と新田（高瀬）支藩とがあった（熊本藩表高に含む）。なお常陸谷田部藩は幽斎次男の興元を祖とするが、肥後支藩ではなく独立藩である。
江戸時代を通じて大きな一揆が多発し、手永仏原村一揆では手永制（細川氏独自の地方行政制度）への不満から、53人捕縛（うち13人死罪）。広瀬古閑一揆では、細川家の厳しい年貢取り立てに疲弊した農民が治世の廃止と天領編入を要求して、28人捕縛（うち1人牢死）。細川綱利は、貞享2年（1685年）の五家荘一揆により、五家荘を召し上げられ天領とされた（林業が主なため無高。朱印高54万石には変化なし）。農民の生活は厳しく、走り百姓（農民が他領に逃亡すること）が頻繁に起きている。
そのため、藩財政は厳しく、江戸・大坂の大商人からの借金を何度も踏み倒して貧乏細川と言われたり、「鍋釜の金気を落とすに水はいらぬ。細川と書いた紙を貼ればよい」と揶揄されたりした。
歴代藩主の中で改革に乗り出したことで注目されるのが、8代重賢で、藩校時習館の創設や殖産興業など宝暦の改革と呼ばれる藩政改革を行い「肥後の鳳凰」と称され、出羽米沢藩の上杉鷹山や紀伊紀州藩の徳川治貞（紀州の麒麟）とともに江戸時代中期の三名君とされる。
歴代藩主の諱に特に通字はなく、原則的に父から1字を受けて初名を名乗り、藩主就任の折などに徳川将軍家から偏諱を受ける慣例であった（詳しくは歴代藩主の各項を参照）。12代斉護の子らは初めは父の「護」字を受けた（護前・護順・護久）が、後には将軍の偏諱を受けて慶前・慶順・喜延と改めた。しかし幕府瓦解後に喜延が護久に復して以降の細川家は「護」を通字とするようになる。細川家紋は、細川九曜、細川桜、二引両、五七桐、松笠菱のほかに桔梗紋もあり、計六つを定紋としていた（高瀬支藩文書）。
幕末維新期の当主は斉護の跡を継いだ13代韶邦（初名：護順）だった。幕末期の熊本藩は実学党・学校党・勤皇党の三者の対立が激化したが、他藩のような下級藩士の進出が起きず、藩校時習館派の学校党による執政が続いたため、藩としては尊皇攘夷運動に積極的な姿勢がみせられないまま、封建体制の護持に終始して明治維新を迎えた。
維新後、熊本細川家は華族の侯爵家に列する（→細川侯爵家へ）。

#### 肥後細川家歴代当主
1. 細川藤孝（近世細川氏初代、丹後宮津城主）
2. 細川忠興（初代小倉藩主）
3. 細川忠利（2代小倉藩主、初代熊本藩主）
4. 細川光尚（2代熊本藩主）
5. 細川綱利（3代熊本藩主）
6. 細川宣紀（熊本藩新田初代細川利重の子。4代熊本藩主）
7. 細川宗孝（5代熊本藩主）
8. 細川重賢（宣紀の子。6代熊本藩主）
9. 細川治年（7代熊本藩主）
10. 細川斉茲（宇土藩5代細川興文の子。8代熊本藩主）
11. 細川斉樹（9代熊本藩主）
12. 細川斉護（宇土藩7代細川立之の子。10代熊本藩主）
13. 細川慶順（11代熊本藩主）

### 高瀬細川家（肥後熊本新田藩主家）
肥後熊本藩の支藩・肥後新田藩のち高瀬藩、3万5千石の藩主。熊本藩主細川光尚の子・細川利重を祖とする。本家6代の細川宣紀は利重の子。
江戸鉄砲洲に住んだが、最後の藩主細川利永は鳥羽・伏見の戦い後に本藩の熊本藩の勧めで江戸を引き払い、藩地を高瀬岩崎原に定めたことで高瀬藩と改名した。
維新後、華族の子爵家の列する（→細川子爵家（高瀬）へ）。

### 宇土細川家
肥後熊本藩の支藩・宇土藩（熊本県宇土市）3万石の藩主。細川忠興の四男・立孝の子の行孝を祖とする。5代細川興文は本藩の細川重賢と協力して藩校温知館の創設や水道による農地灌漑・殖産興業に努めるなど藩政改革を行い、外様支藩主ながら幕府老中任用も議せられた。本家10代の細川斉茲および12代の細川斉護は宇土細川家の出身である。
維新後、華族の子爵家の列する（→細川子爵家（宇土）へ）。

### 谷田部（茂木）細川家
常陸国谷田部藩（茨城県つくば市）1万6200石の藩主。細川藤孝の次子・興元を祖とする。藩祖の興元は細川忠興の弟にあたり、はじめ兄・忠興の領国である豊前国で小倉城を任されていたが家を出、徳川家に直仕した。谷田部藩は、熊本藩の支藩ではなく独立した藩である。明治4年に下野国茂木に藩庁を移したため、茂木藩ともいう。
維新後、華族の子爵家の列する（→細川子爵家（茂木）へ）。

### 竜王細川家
かつて竜王城主としてあった細川家。細川藤孝の三子・幸隆が、長兄で豊前国主（小倉藩主）の忠興より豊前竜王城を任され、竜王1万石の領主となった。しかし嗣子なく一代にて断絶。幸隆は、関ヶ原の戦い時において領国を離れていた長兄の留守を善く守った猛将で、戦功により要衝である竜王城を賜った。

## 近代以降
維新後、肥後細川家からは侯爵家が1家、子爵家が3家、男爵家が3家の合計7家の華族家が出た。

### 細川侯爵家

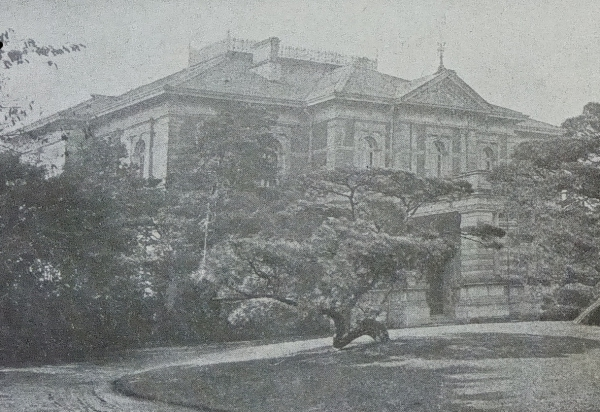
片山東熊と木下清敬の設計で、明治26年に竣工した、東京市小石川区高田老松町の細川侯爵家本邸。

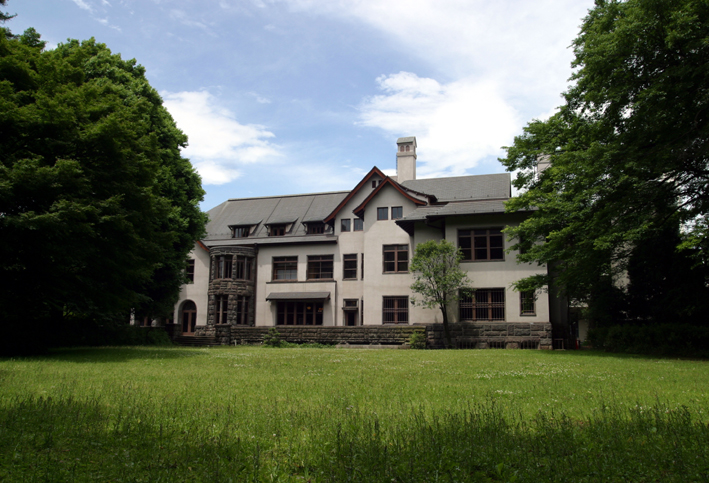
昭和7年に新たに竣工した細川侯爵邸。イギリス・チューダー様式を基調として卍崩しやサラセン風のデザインも取り入れた昭和初期の代表的な華族邸宅である。現在は和敬塾本館となっている（東京都文京区目白台）

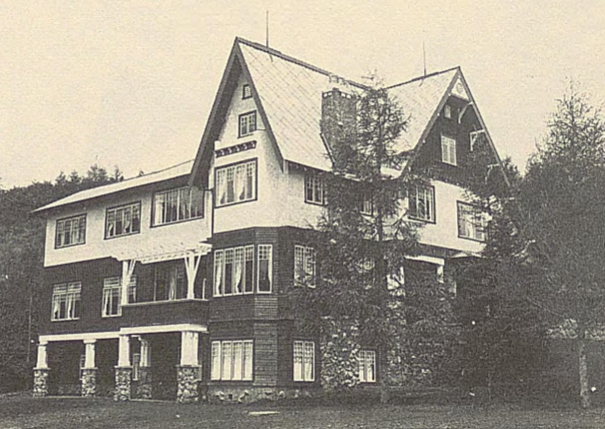
大正5年の細川侯爵家の軽井沢別荘。

幕末維新期の熊本藩主細川韶邦は、明治2年（1869年）に版籍奉還で熊本藩知事に転じるとともに華族に列する。同年戊辰戦争における戦功で賞典金2000両を下賜され、函館の役における戦功でも1000両を下賜された。翌明治3年には韶邦の弟で新政府の議定職、刑法事務総督、参与、麝香間祗候などを歴任していた細川護久が最後の熊本藩知事に就任し、明治4年の廃藩置県まで務めている。藩知事在任中に護久は、藩大参事に就任した弟護美、藩会計権判事山田武甫、地方官嘉悦氏房、豪農竹崎律次郎・徳富一敬らとともに、雑税約9万石の廃止、熊本城破毀、藩議院設置、古城医学校・熊本洋学校開設など当時としては極めて進歩的な政策を推進した。熊本県に現在10基確認されている知事塔は、領民が護久の改革に感謝して建立したものといわれる。
版籍奉還の際に定められた家禄は、現米で3万2968石。
明治9年（1876年）の金禄公債証書発行条例に基づき、家禄と引き換えに支給された金禄公債の額は、78万280円3銭の巨額に及び、華族受給者中4位の受領額である。
明治前期の頃の護久の住居は東京市日本橋区浜町にあった。この土地は、江戸時代には熊本藩細川家の下屋敷の一つ「浜町御屋敷」があった場所で、維新後に上地されていたが、その後政府から払い下げを受けて、維新後の細川家の最初の本邸となっていた。当時の家令は鬼塚通理、家扶は清田正。明治10年には江戸時代に細川家の下屋敷の一つ「目白台御屋敷」があった場所小石川区高田老松町の土地と邸宅を竹内節から購入し、明治15年に浜町からここに引っ越して本邸とするようになった。
明治17年（1884年）7月7日の華族令施行によって華族が五爵制になると護久は旧大藩知事として侯爵に叙された。侯爵となった護久は無選挙・終身で貴族院議員に就任して務めた。護久夫人の宏子は、鍋島直正五女。
明治26年には明治天皇の行幸をお迎えするため、高田老松町に建築家片山東熊や木子清敬等の設計によりエリザベス様式の洋館を建設。隣接して日常生活用の和館も建設された。この邸宅は関東大震災の時に打撃を受けたため、一度取り壊され、新たな邸宅の建設計画が立ち上がったが、すぐには実現せず、昭和7年に新たな洋館が建設された。それが現在和敬塾本館となっている旧細川侯爵邸である。
その他にも細川侯爵家は赤坂区青山高樹町、麹町区麹町、麹町区富士見町、赤坂区新坂町、日本橋区浜町、荏原郡品川、大森区田園調布、小石川区茗荷谷、神奈川県葉山、長野県軽井沢、新潟県赤倉、京都府南禅定寺、熊本県に別邸を所有していた。また、旧領である熊本県および日本の領土となった朝鮮半島の全羅北道と全羅南道に広大な農地を所有し、莫大な農業収入をあげた。
明治26年に死去した細川護久侯爵の後を付いだ15代細川護成侯爵は東亜同文書院院長や東亜同文会副会長として中国人留学生のために同院の充実に努め、日華親善に貢献があった。護成夫人の孝子は、戸田氏共伯爵の長女。
大正3年の護成の死後に侯爵位を継いだ弟の16代護立（護久の四男、宗家家督前は後述する分家の細川男爵家の当主だった）は、古美術品のコレクター・研究者として知られ、東京地学協会会長、国宝保存会会長、戦後は正倉院評議員、文化財保護委員、ヌビア遺跡保護協力委員長、東洋文庫理事長などを歴任。そのコレクションは財団法人永青文庫に収蔵されている。護立夫人の博子は、池田詮政侯爵の長女。
内閣総理大臣近衛文麿公爵の秘書官を務めた17代護貞は、戦時中にも政治的活動を行い『細川日記』を残し、昭和史の重要な記録となっている。護貞は美術、華道、茶道、ゴルフの愛好家としても知られ、日本ゴルフ協会会長を務めた。護貞の先妻温子は、近衛文麿公爵の次女であり、後妻の薫子は松井明之男爵の長女である。
護貞の長男である18代護熙は、朝日新聞の記者を経て1971年（昭和46年）に参議院議員に当選、1983年（昭和58年）から熊本県知事を2期務めた後、1992年（平成4年）に日本新党を結成して参議院議員に復帰すると、翌1993年（平成5年）には衆議院議員初当選ながら非自民党連立政権（細川内閣）の内閣総理大臣となった。政界引退後は、息子の護光とともに陶芸家として活動するなどしている。2014年（平成26年）には「脱原発」のスローガンを掲げ東京都知事選挙に出馬するも、元厚生大臣の舛添要一に大差で敗れた。
また、護煕の実弟近衛忠煇（初名・護煇）は、近衛正子（近衛文隆夫人）の養子に入ることで母方の実家の近衛家を継ぎ、日本赤十字社社長を務めている。

#### 明治以降の歴代当主
熊本細川家（熊本藩知事→侯爵）
1. 細川護久（斉護の子。初代熊本藩知事、初代侯爵）
2. 細川護成（2代侯爵）
3. 細川護立（護久の子、3代侯爵）
4. 細川護貞
5. 細川護熙（熊本県知事、第79代内閣総理大臣）
6. 細川護光

### 細川子爵家（高瀬）
最後の熊本新田藩主細川利永は、明治元年に高瀬へ陣屋を移した。版籍奉還の際、藩として認められたが、知藩事の任命はなく、本藩に合併された。
版籍奉還の際に定められた家禄は、現米で1350石。
明治9年（1876年）の金禄公債証書発行条例に基づき、家禄と引き換えに支給された金禄公債の額は、4万4964円8銭7厘（華族受給者中134位）。
明治前期の頃の利永の住居は東京市深川区深川常磐城町にあった。
明治17年（1884年）7月7日の華族令施行によって華族が五爵制になると翌8日に旧小藩知事として利永は子爵に叙された。
明治34年に利永が死去すると、長女同子の夫である利文（園基祥伯爵の次男）が婿養子として爵位と家督を相続。利文は宮内省に勤仕し、常宮・周宮の御用掛を務めた後、御歌所参候を務めた。利文の代の昭和前期に子爵家の邸宅は東京市中野区文園町にあった。
利文が昭和19年に死去すると利寿が爵位と家督を相続。利寿夫人の艶は、毛利元功子爵の四女。

### 細川子爵家（宇土）
最後の宇土藩主細川行真は、明治2年6月18日に版籍奉還により宇土藩知事に転じるとともに華族に叙せられたが版籍奉還後に藩領を本藩の熊本藩に吸収された。
版籍奉還の際に定められた家禄は、現米で1299石。
明治9年（1876年）の金禄公債証書発行条例に基づき、家禄と引き換えに支給された金禄公債の額は、4万1975円47銭2厘（華族受給者中139位）。
明治前期の頃の行真の住居は東京市麹町区下二番町にあった。家扶は井上懿、伊藤直剛
明治17年（1884年）7月7日の華族令施行によって華族が五爵制になると翌8日に旧小藩知事として行真は子爵に叙された。
行真の前妻の栄子は中川久昭次女（明治14年に離婚）。後妻の里子は松平斉韶六女。
明治35年に行真が死去した後、甥（系譜上は義弟）の立興が爵位と家督を相続。立興は貴族院の子爵議員に当選して務めた。立興夫人千鶴子は、上杉斉憲七女。
立興の子立暢の夫人敬子は水野忠亮子爵の長女。

### 細川子爵家（茂木）
最後の常陸国谷田部藩主細川興貫は、明治2年6月18日に版籍奉還により谷田部藩知事に転じるとともに華族に叙せられ、明治4年に藩庁を下野国茂木に移して2月8日に茂木藩と改名して茂木藩知事となり、同年7月14日の廃藩置県まで藩知事を務めた。
版籍奉還の際に定められた家禄は、現米で385石。
明治9年（1876年）の金禄公債証書発行条例に基づき、家禄と引き換えに支給された金禄公債の額は、1万4203円67銭3厘（華族受給者中289位）。
明治前期の頃の興貫の住居は東京市本郷区駒込千駄木林町にあった。家扶は中村貞郷。
明治17年（1884年）7月7日の華族令施行によって華族が五爵制になると翌8日に旧小藩知事として興貫が子爵に叙された。
興貫が明治40年に死去した後、興嗣が爵位と家督を相続。興嗣が昭和2年に死去した後には興治が爵位と家督を相続。興治は貴族院の子爵議員に当選して務めた。

### 細川男爵家（護晃）
当家は細川侯爵家の分家にあたる。細川護久侯爵の三男護晃が明治29年12月に細川侯爵家から分家し、特旨をもって男爵位を与えられたのに始まる。
明治31年に護晃が死去すると、弟（護久の四男）の護立が養子として爵位と家督を相続したが、護立は大正3年10月7日に宗家の細川侯爵家を相続することになったため、その際に当家は廃家となった。

### 細川男爵家（内膳）
旧熊本藩で旧熊本藩で6000石を知行していた一門家臣の内膳家は、明治前期の当主忠顕の代の明治4年に長岡から細川に復姓した。当初は士族に列していたが、忠顕の子忠穀が、明治33年（1900年）に父忠顕の西南戦争の功により華族の男爵に叙された。
内膳細川男爵家の細川忠穀男爵の三男隆春（たかはる）は細川氏を祭る出水神社 (熊本市)（水前寺成趣園内）の第5代社司を務めた。大阪大学医学部名誉教授細川亙（こう）は隆春の孫である。また、政治家・政治評論家・細川隆元とその甥・細川隆一郎は明治に内膳家から分家した牧崎細川家の出である。隆元の甥の細川隆英は九州大学理学部名誉教授、隆英の甥の町並陸生（まちなみりくお）は東京大学医学部名誉教授であるなど、内膳家は近現代において著名な学者や政治家を多数輩出している。

### 細川男爵家（刑部）
旧熊本藩で1万石を知行していた一門家臣の刑部家は、明治前期の当主興昌の代の明治3年に長岡から細川に復姓した。当初は士族に列していたが、興昌の子興増の代の明治30年（1897年）に旧万石以上陪臣として華族の男爵に叙された。

## 菩提寺
- 妙解寺（熊本市）
- 泰勝寺（熊本市）
- 泰雲寺（宇土市）
- 東海寺（東京都）
- 道林寺（つくば市）